# USS Inch (DE-146)
USS Inch (DE-146) là một tàu hộ tống khu trục lớp Edsall từng phục vụ cùng Hải quân Hoa Kỳ trong Chiến tranh Thế giới thứ hai. Nó là chiếc tàu chiến duy nhất của Hải quân Hoa Kỳ được đặt cái tên này, theo tên Chuẩn đô đốc Richard Inch (1843-1944), người từng tham gia cuộc Nội chiến Hoa Kỳ và cuộc Chiến tranh Tây Ban Nha-Hoa Kỳ. Nó đã phục vụ cho đến khi chiến tranh kết thúc, xuất biên chế năm 1946, rồi bị bán để tháo dỡ vào năm 1974. Inch được tặng thưởng bốn Ngôi sao Chiến trận do thành tích phục vụ trong Thế Chiến II.

## Thiết kế và chế tạo
Lớp Edsall có thiết kế hầu như tương tự với lớp Cannon dẫn trước; khác biệt chủ yếu là ở hệ thống động lực Kiểu FMR do được trang bị động cơ diesel Fairbanks-Morse dẫn động qua hộp số giảm tốc đến trục chân vịt. Đây là cấu hình động cơ được áp dụng rộng rãi trên tàu ngầm, được chứng tỏ là có độ tin cậy cao hơn so với lớp Cannon.
Vũ khí trang bị bao gồm ba pháo 3 in (76 mm)/50 cal trên tháp pháo nòng đơn có thể đối hạm hoặc phòng không, một khẩu đội pháo phòng không Bofors 40 mm nòng đôi và tám pháo phòng không Oerlikon 20 mm. Vũ khí chống ngầm bao gồm một dàn súng cối chống tàu ngầm Hedgehog Mk. 10 (có 24 nòng và mang theo 144 quả đạn); hai đường ray Mk. 9 và tám máy phóng K3 Mk. 6 để thả mìn sâu. Con tàu vẫn giữ lại ba ống phóng ngư lôi Mark 15 21 inch (533 mm), và được trang bị radar SC dò tìm không trung và mặt biển. Thủy thủ đoàn đầy đủ bao gồm 186 sĩ quan và thủy thủ.
Inch được đặt lườn tại xưởng tàu của hãng Consolidated Steel Corporation ở Orange, Texas vào ngày 19 tháng 1, 1943. Nó được hạ thủy vào ngày 4 tháng 4, 1943, được đỡ đầu bởi bà Philip L. Inch, con dâu Đô đốc Inch, và nhập biên chế cùng Hải quân Hoa Kỳ vào ngày 8 tháng 9, 1943 dưới quyền chỉ huy của Hạm trưởng, Thiếu tá Hải quân Charles William Frey.

## Lịch sử hoạt động
Sau khi hoàn tất việc chạy thử máy huấn luyện tại khu vực Bermuda, Inch làm nhiệm vụ hộ tống vận tải giữa New York và Norfolk, Virginia. Vào đầu năm 1944, nó gia nhập một đội đặc nhiệm tìm-diệt tàu ngầm, được hình thành chung quanh tàu sân bay hộ tống Croatan (CVE-25). Đội đặc nhiệm lên đường vào ngày 24 tháng 3 để hoạt động tuần tra truy lùng tàu ngầm U-boat Đức dọc theo các tuyến hàng hải vượt Đại Tây Dương. Trong nhiều tháng tiếp theo, chiếc tàu hộ tống khu trục đã tung ra nhiều đợt tấn công nhắm vào tàu ngầm đối phương.
Vào chiều tối ngày 11 tháng 6, Inch cùng các tàu hộ tống khu trục chị em Frost (DE-144) và Huse (DE-145) phát hiện một tàu ngầm đối phương, và đã phối hợp tấn công. Sau khi chịu đựng hơn 40 quả mìn sâu, chiếc U-boat buộc phải trồi lên mặt nước và tiếp tục bị hải pháo từ ba con tàu nhắm bắn. Chiếc U-boat U-490 bị đánh chìm tại tọa độ 42°47′B 40°08′T / 42,783°B 40,133°T; toàn bộ 60 thành viên thủy thủ đoàn của U-490 đều sống sót và bị bắt làm tù binh. Không lâu sau đó, vào ngày 3 tháng 7, một cuộc tấn công kéo dài hai giờ về phía Tây Bắc quần đảo Madeira, Bồ Đào Nha do Inch và Frost tiến hành đã đánh chìm chiếc U-154 tại tọa độ 34°00′B 19°30′T / 34°B 19,5°T; toàn bộ 57 thành viên thủy thủ đoàn của U-154 đều tử trận. Inch tiếp tục làm nhiệm vụ này cho đến khi quay trở về New York vào ngày 14 tháng 5, 1945, khi chiến tranh kết thúc tại Châu Âu.
Sau khi được sửa chữa và đại tu, Inch chạy thử máy tại khu vực vịnh Guantánamo, Cuba rồi chuẩn bị để được điều động sang khu vực Mặt trận Thái Bình Dương. Nó khởi hành từ khu vực kênh đào Panama vào ngày 23 tháng 7, rồi ghé qua San Diego, California trên đường hướng sang khu vực quần đảo Hawaii. Tuy nhiên, chỉ ba ngày sau khi đi đến Trân Châu Cảng vào ngày 12 tháng 8, Nhật Bản đã chấp nhận đầu hàng, giúp chấm dứt vĩnh viễn cuộc xung đột. Vì vậy sau khi hoàn tất việc huấn luyện, nó lên đường vào ngày 5 tháng 9 chỉ để quay trở về vùng bờ Đông, băng ngược kênh đào Panama và về đến Norfolk vào ngày 28 tháng 9.
Inch được cho xuất biên chế vào ngày 17 tháng 5, 1946, và được đưa về Hạm đội Dự bị Đại Tây Dương, neo đậu tại Norfolk, Virginia. Tên nó được cho rút khỏi danh sách Đăng bạ Hải quân vào ngày 1 tháng 10, 1972, và con tàu sau cùng bị bán cho hãng Southern Scrap Materials Company tại New Orleans, Louisiana để tháo dỡ vào ngày 26 tháng 2, 1974.

## Phần thưởng
Inch được tặng thưởng bốn Ngôi sao Chiến trận do thành tích phục vụ trong Thế Chiến II. 
|  |                                                       |  |
|  | Bronze star · Bronze star · Bronze star · Bronze star |  |

| Dãi băng Hoạt động Tác chiến (truy tặng) |                                                                              |                                      |
| Huân chương Chiến dịch Hoa Kỳ            | Huân chương Chiến dịch Châu Âu-Châu Phi-Trung Đông với 4 Ngôi sao Chiến trận | Huân chương Chiến thắng Thế Chiến II |